# Törnebohmite-(La)
La törnebohmite-(La) è un minerale.